# Buceros rhinoceros
Il bucero rinoceronte (Buceros rhinoceros Linnaeus, 1758) è una grande specie di bucero originario del Sud-est asiatico. In cattività questo uccello può vivere fino a 35 anni. Si trova in aree pianeggianti e montane, tropicali e subtropicali e nelle foreste pluviali di montagna fino a 1.400 metri del Borneo, Sumatra, Giava, nella penisola malese, Singapore e nel sud della Thailandia.
Il bucero rinoceronte è l'uccello di stato della Malaysia e del Sarawak, nonché l'uccello nazionale del paese. Alcune popolazioni Dayak, specialmente i gruppi Ibanici, credono che questo uccello sia il capo degli uccelli mondani o il supremo uccello mondano, e una sua statua è usata per accogliere il dio degli uccelli augurali, Sengalang Burong, alle feste e alle celebrazioni dell'umanità. Contrariamente ad alcune credenze, il bucero rinoceronte non rappresenta il loro dio della guerra, che è invece rappresentato dal nibbio bramino. L'animale si trova anche sul retro del 5 ringgit malaysiano.

## Descrizione

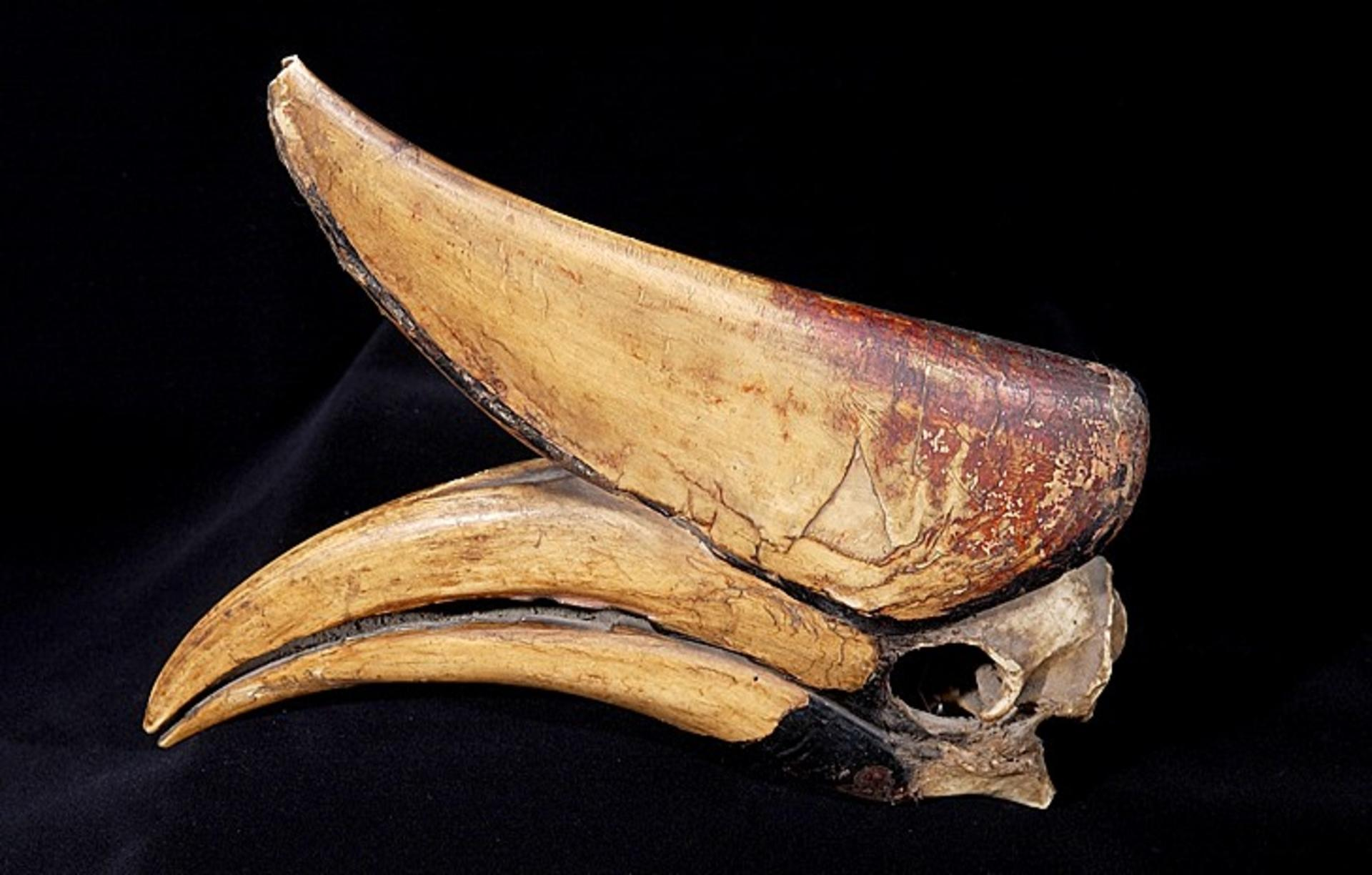
Cranio di B. r. silvestris

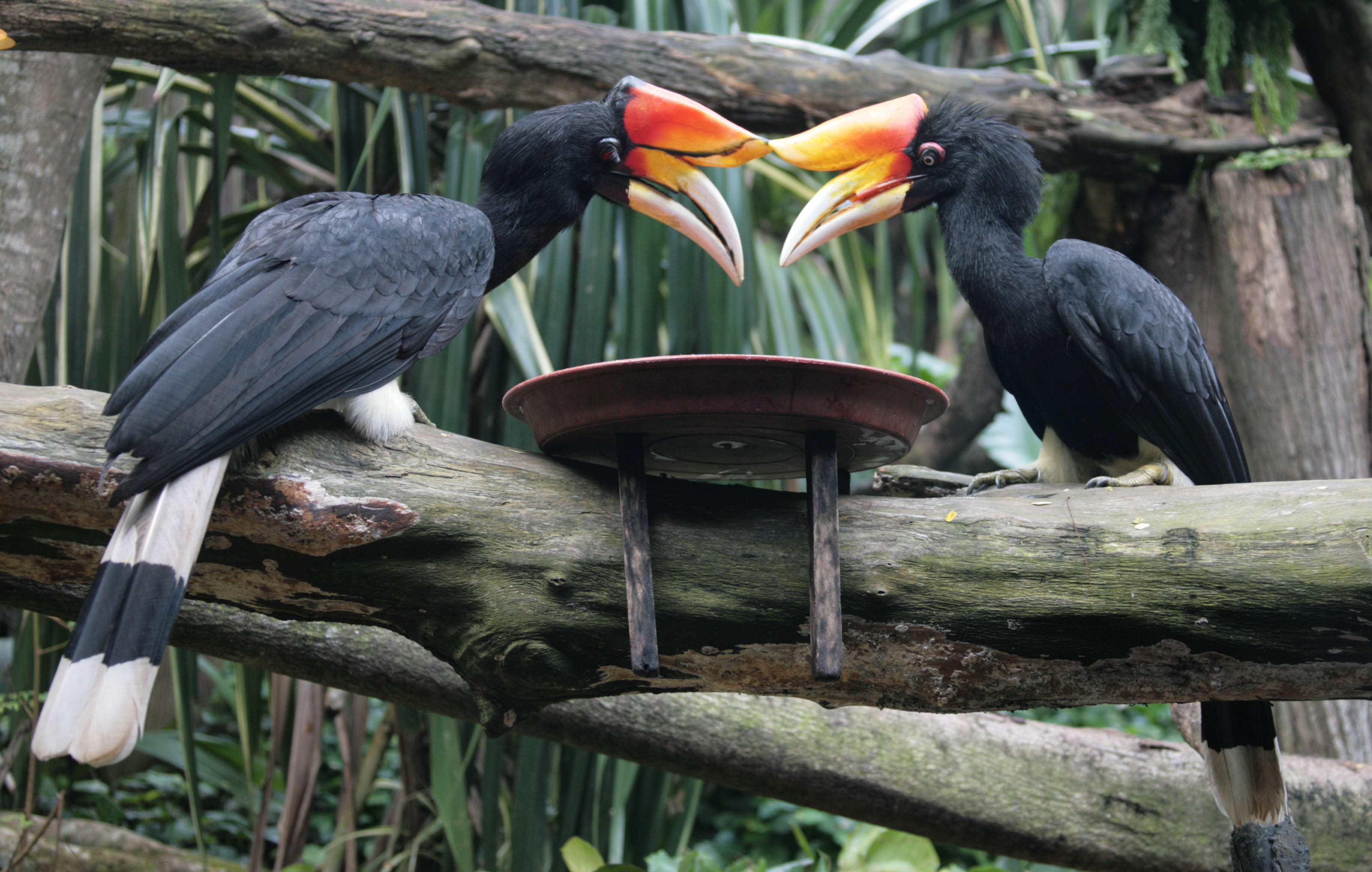
Coppia, allo zoo di Singapore

### Dimensioni
Il bucero rinoceronte è uno dei più grandi buceri viventi, superato in dimensioni solo dal calao indiano (Buceros bicornis), raggiungendo una lunghezza di 80-90 centimetri (31-35 pollici). Il peso varia a seconda del sesso, con i maschi che possono pesare da 2,465 a 2,960 grammi (87,0-104,4 once), mentre le femmine possono raggiungere dai 2,040 ai 2,330 grammi (72-82 once) di peso..

### Aspetto
Il bucero rinoceronte deve il nome al suo impressionante casco fortemente incurvato verso l'alto all'estremità. Il becco e il casco sono ordinariamente bianchi, ma per gran parte della vita dell'animale presentano una colorazione arancione e rossa, in quanto il bucero strofina costantemente il becco contro una ghiandola che secerne un liquido di questo colore situata appena sotto la coda. La testa, il collo, le parti superiori, le ali, il petto e le parti inferiori fino alle cosce presentano una colorazione nera dai riflessi bluastri. Le cosce, la parte bassa dell'addome, la zona anale, la superficie inferiore della coda, il groppone e le copritrici sotto-caudali sono bianche. La coda è di colore bianco candido, con un'ampia fascia nera posta a due terzi della sua lunghezza. I piedi e i tarsi sono di colore nero-brunastro. Entrambi i sessi presentano un piumaggio pressoché identico, ma differiscono per la colorazione dell'iride, rossa cerchiata di nero nel maschio, bianca cerchiata i rosso nelle femmine. Le ciglia sono rosse.

## Biologia
I buceri rinoceronte vivono spesso in piccole bande che percorrono numerosi ettari di foresta alla ricerca di cibo. All'interno della banda, le coppie rimangono unite anche al di fuori della stagione riproduttiva e il maschio offre alla compagna i bocconi più saporiti per rinsaldare il legame coniugale. Durante la stagione della nidificazione i due membri della coppia difendono il proprio territorio, manifestando la loro presenza con forti richiami che risuonano come squilli di tromba.

### Alimentazione

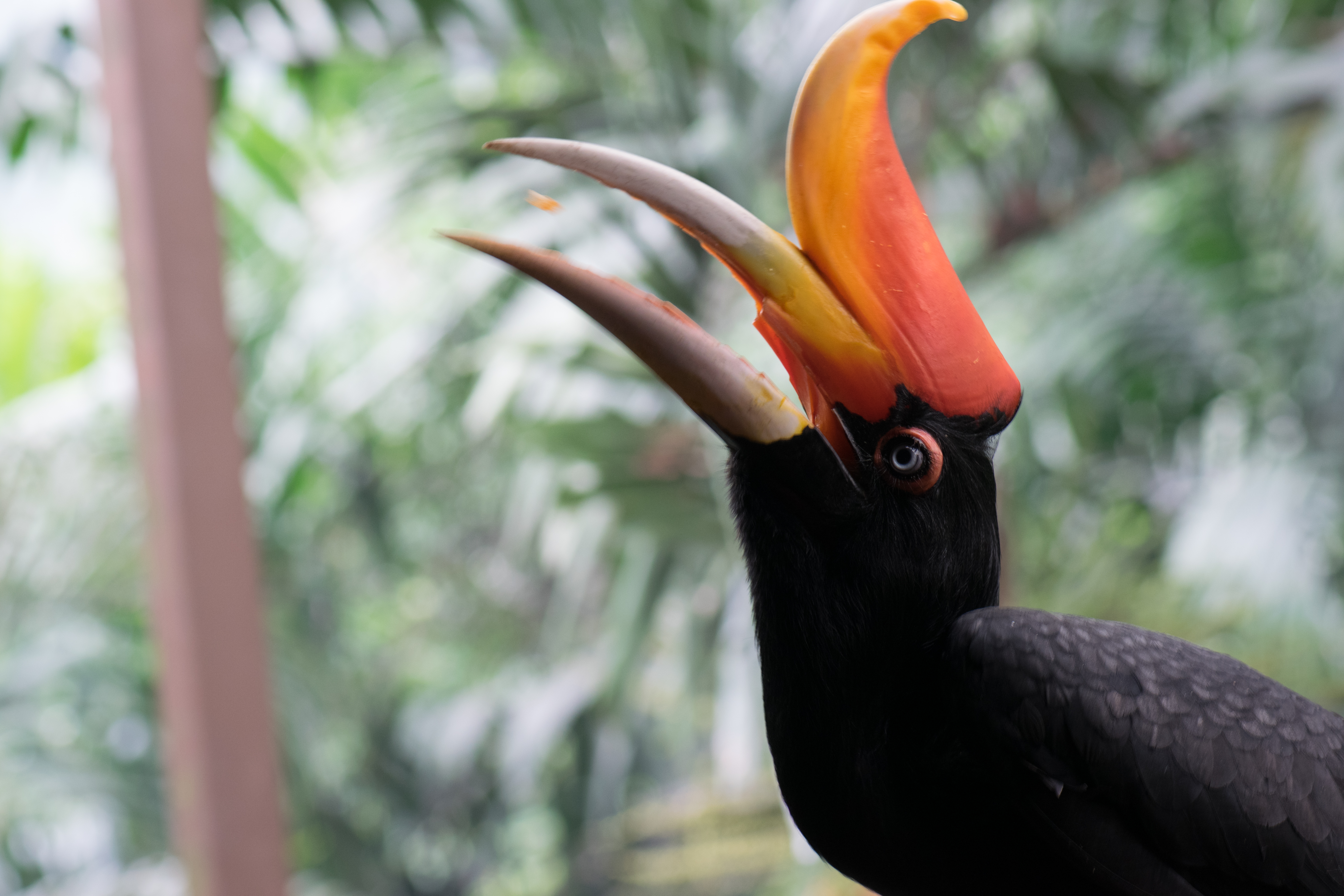
Una femmina alle prese con un'arachide

I buceri rinoceronte si nutrono di frutti maturi, insetti, piccole lucertole e persino piccoli uccelli nel caso riescano a catturarli. Seguono spesso i gruppi di scimmie, indicando loro la presenza di frutti ben maturi per poi farsi avanti, dopo che queste hanno banchettato, per nutrirsi dei frutti che hanno lasciato. Gli uccelli si chiamano l'un l'altro non appena trovano una fonte di cibo. Le prede animali costituiscono circa il 30% della dieta.

### Riproduzione
La stagione di nidificazione si protrae da gennaio ad aprile. Fedele ai costumi propri della sua famiglia, il bucero rinoceronte maschio segrega la compagna nella cavità di un albero durante l'intero periodo di cova. Dopo essersi accoppiata, la femmina depone le uova in una cavità confortevole. La covata comprende 1 o 2 uova bianche la cui incubazione dura tra 37 e 42 giorni. Il maschio prepara quindi una miscela di fango, saliva e piante e blocca l'ingresso del nido, lasciando una fessura abbastanza ampia da consentire alla compagna di mettere fuori il becco. Quest'ultima rimane nel suo rifugio fino a quando le uova non si schiudono e i nidiacei non hanno messo tutte le piume: per questo possono volerci anche tre mesi. Durante tutto questo periodo, il maschio si occupa di nutrire la femmina e i piccoli affamati. Il nido rimane pulito, dal momento che questi uccelli espellono i rifiuti attraverso il foro di entrata. Quando i piccoli hanno tutte le piume, la femmina rompe la parete e i giovani uccelli escono dal nido.

## Distribuzione e habitat

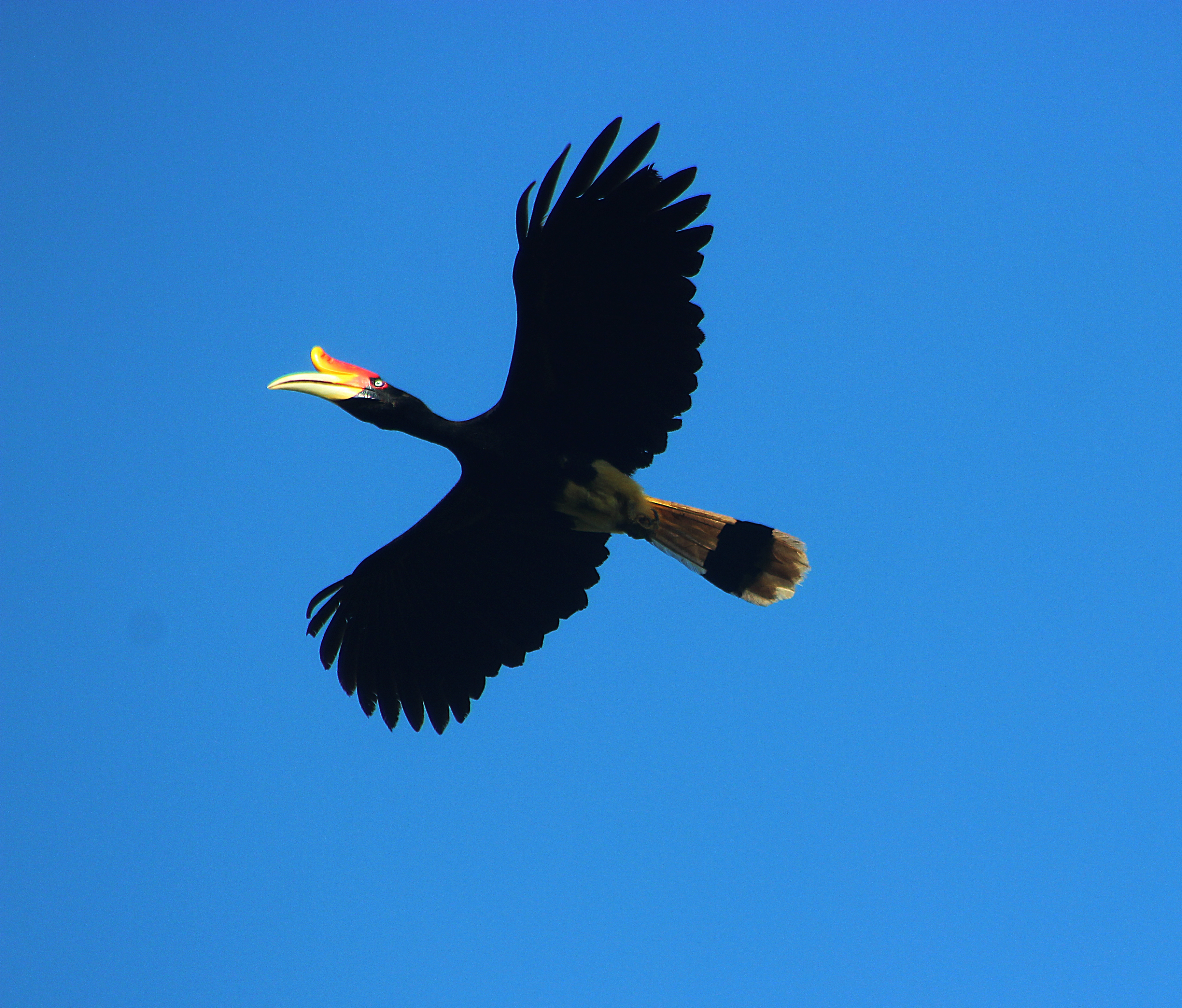
Esemplare in volo

I buceri rinoceronte vivono nelle vaste distese di foresta primaria della penisola malese, a Sumatra, Borneo e Giava.
Dipendono strettamente dalla presenza di grandi alberi in grado di fornire loro siti di nidificazione favorevoli a grande altezza e una grande varietà di frutti e di bacche con cui alimentarsi in ogni periodo dell'anno. Sebbene siano in grado di adattarsi al diradamento della foresta, purché rimangano ancora alcuni grandi alberi, sono scomparsi da molti luoghi in cui erano soliti nidificare, soprattutto da quelle aree in cui i frammenti di foresta rimasti sono troppo isolati da poter essere raggiunti nel corso dei loro spostamenti erratici. Si incontrano anche nelle zone boschive meno minacciate dalla deforestazione sui versanti delle colline.

## Tassonomia
Vengono riconosciute tre sottospecie:
- B. r. borneoensis Schlegel e S. Müller, 1845, endemica del Borneo;
- B. r. rhinoceros Linnaeus, 1758, diffusa nella Thailandia meridionale, nella Malesia peninsulare e a Sumatra;
- B. r. silvestris Vieillot, 1816, endemica di Giava.

## Conservazione

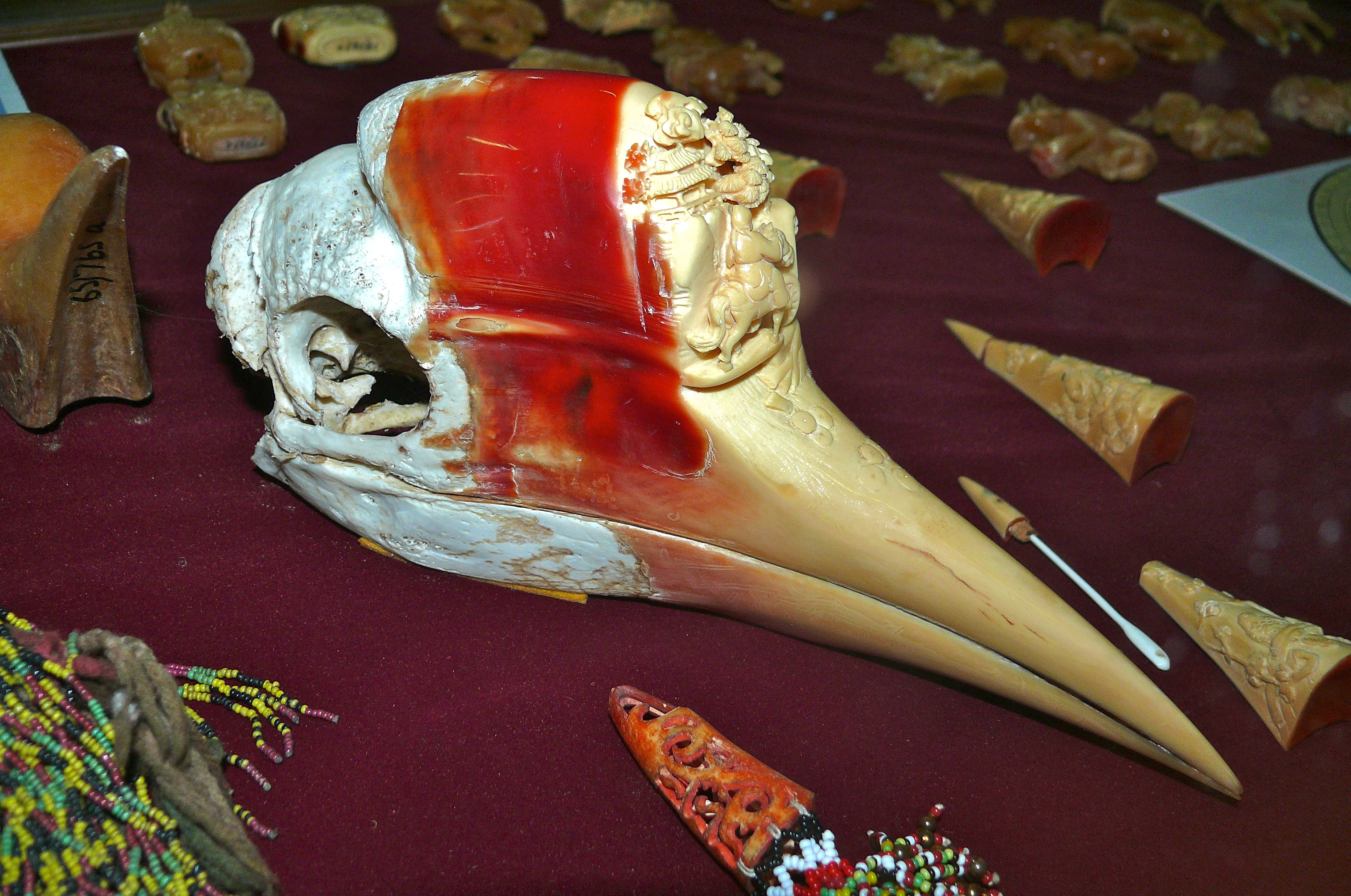
Cranio di bucero rinoceronte scolpito, al museo di Sarawak

Il bucero rinoceronte deve affrontare una serie di minacce, tra cui la perdita dell'habitat della foresta pluviale, nonché la caccia per la sua carne, per il suo casco e per le sue piume. La perdita dell'habitat, causata dall'avanzamento dell'agricoltura intensiva, ha portato alla perdita dei grandi alberi indispensabili alla specie per riprodursi, il che a sua volta rende più facile ai bracconieri individuare questo uccello. Viene spesso colpito dai bracconieri perché confuso con il ricercatissimo bucero dall'elmo. A causa di ciò, la specie è stata classificata come Vulnerabile nella Lista Rossa IUCN, nel 2018.

## Galleria d'immagini

Un esemplare maschio
Un esemplare al Sepilok Nature Resort, Sabah, Borneo.
Un esemplare al Borneo Rainforest Lodge, Danum Valley, Sabah, Borneo.
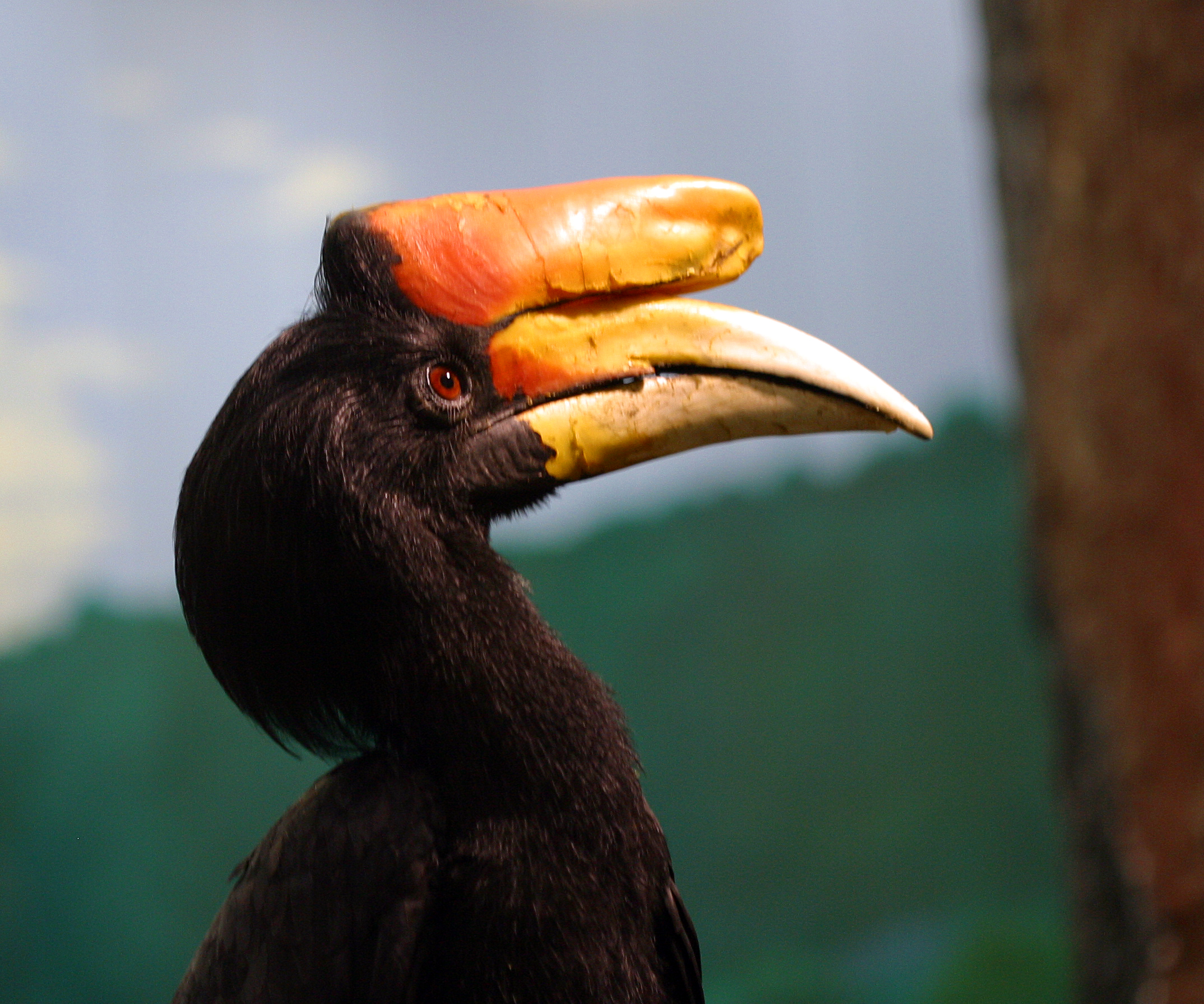
Un maschio al National Aviary, Pittsburgh. I maschi hanno iridi rosse.
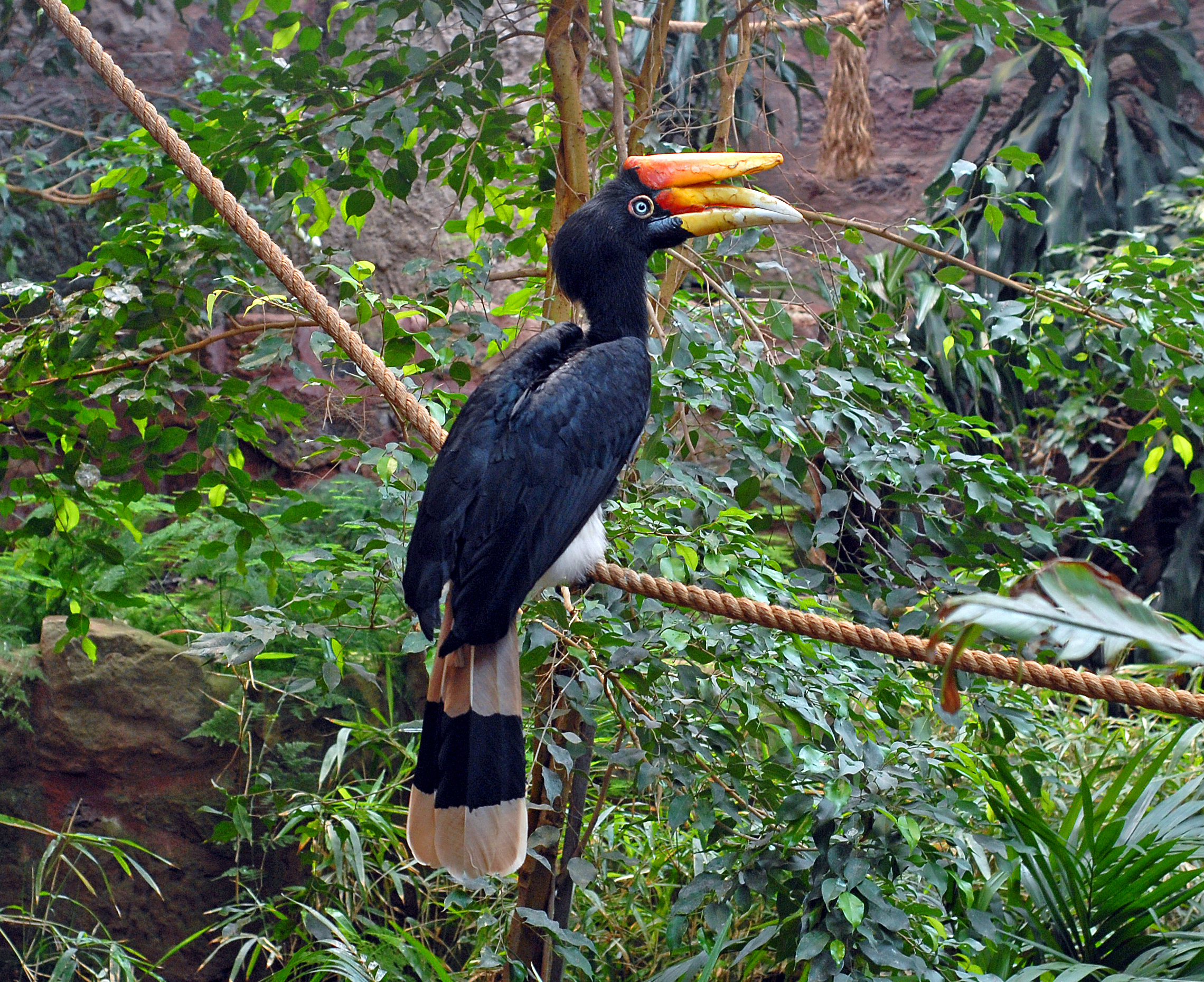
Una femmina allo zoo di Chester, Inghilterra
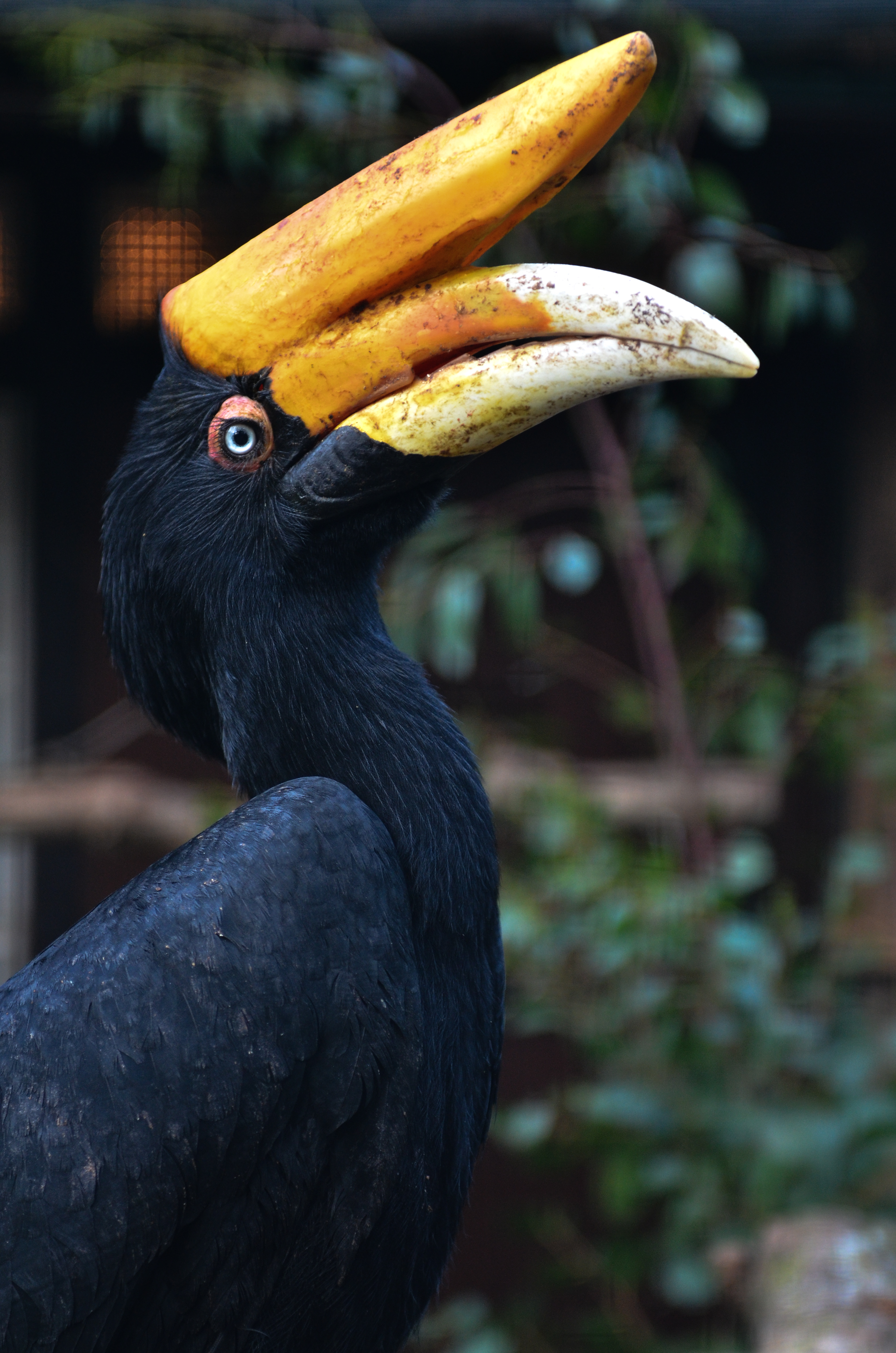
Buceros rhinoceros silvestris al Parco ornitologico di Walsrode, Germania
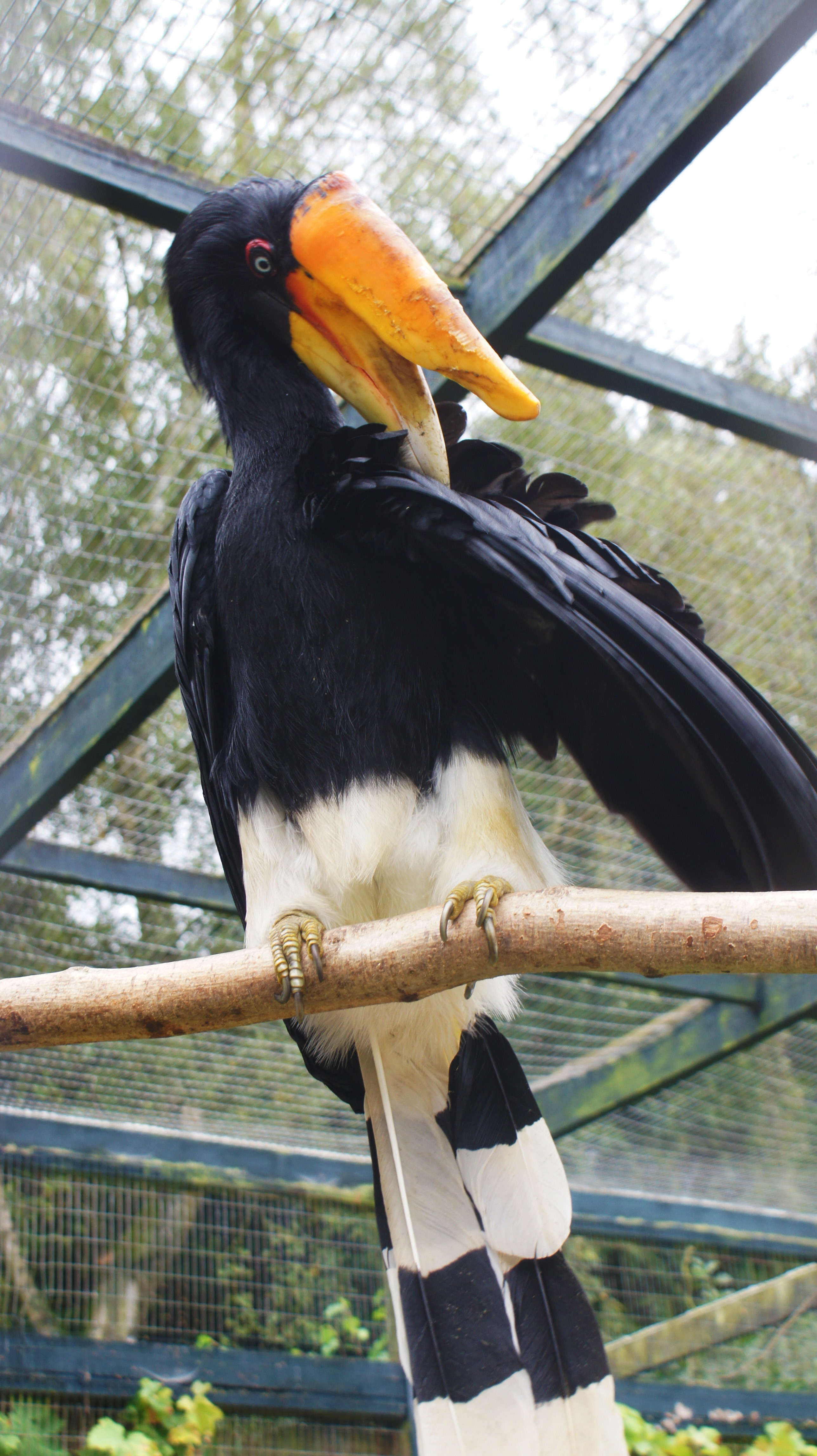
Una femmina al Birdworld, Inghilterra
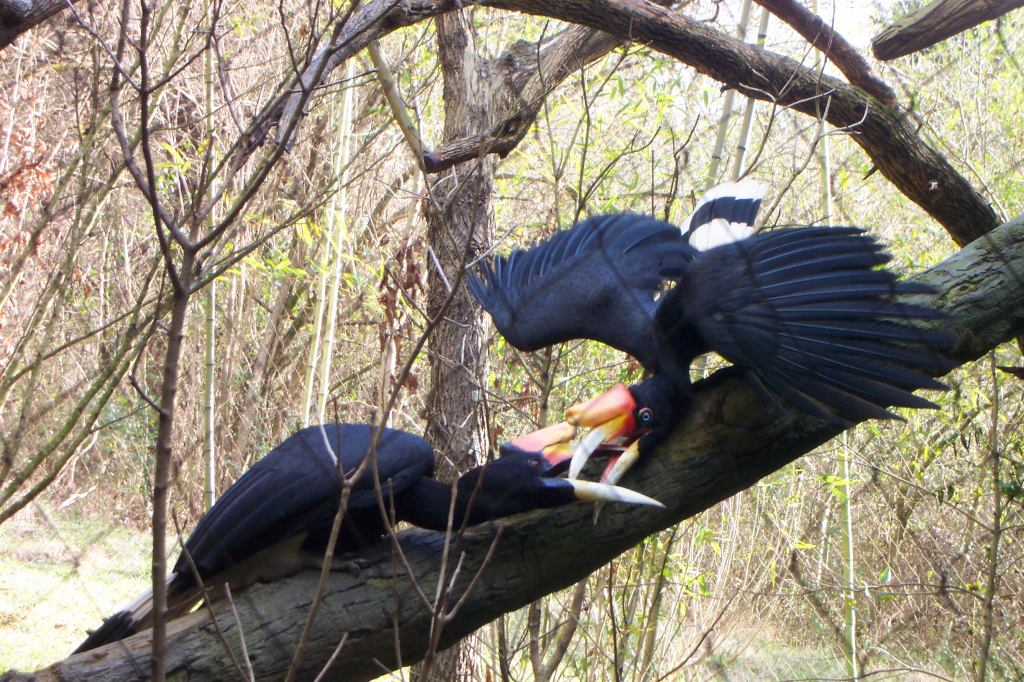
Una coppia allo zoo di Nashville, USA
Illustrazione del cranio di un bucero rinoceronte